# 5人のテーブル
5人のテーブル（ごにんのテーブル、原題：Table for Five）は、1983年に公開されたアメリカ合衆国のドラマ映画。監督はロバート・リーバーマン、主演はジョン・ヴォイトとリチャード・クレンナ。

## あらすじ
カリフォルニア在住の元プロゴルファー、J・P・タネンは母親のキャスリーン、継父の弁護士ミッチェルと一緒にニューヨークに住む3人の子供たちと疎遠になっていた。タネンは子供たちの愛情を取り戻す為に、子供たちを地中海クルーズに連れて行くことにする。キャスリーンに未練があるタネンは、自分が変わったと信じてもらおうとするが、彼女は納得しない。
かくしてクルーズ船での旅が始まるが、タネンは女性を口説く事に夢中になり、子供らとのディナーの時間でさえも、女性を連れ込めるように5人席のテーブルを予約するのだった。

## キャスト
※括弧内は日本語吹替（初回放送1984年10月29日『月曜ロードショー』）
- Ｊ・Ｐ・タネン：ジョン・ヴォイト（羽佐間道夫）
- ミッチェル：リチャード・クレンナ（森川公也）
- マリー：マリー＝クリスティーヌ・バロー（岡本茉莉）
- キャスリーン：ミリー・パーキンス（宗形智子）
- ティルダ：ロクサナ・ザル（富永みーな）
- トルーマン：ロビー・カイガー（鈴木一輝）
- トラン：ソン・ホアン・ブイ（古谷徹）
- マンディ：マリア・オブライエン
- 老人：ネルソン・ウェルチ
- 口論する妻：モリア・ターナー
- 口論する夫：バーニー・ハーン
- 新婚の妻：シンシア・カニア
- 新婚の夫：ケビン・コスナー
- オデッサ：マリオン・ラッセル

## プロダクション
この映画では、ロケが多用されている。クルーズのシーンでは、当時、西半球で最も豪華な客船とされていたMSビスタフィヨルド号（現在はサガ・クルーズ・ライン）が選ばれた。多くのシーンは、実際の航海中に海上で撮影された。そのほか、ローマ、アテネ、ギーザのピラミッドなどでのロケも行われた。
また、ニューヨーク・タイムズ紙によると、ジョン・ヴォイトの会社が資金を提供したという。

## 公開
本作は1983年2月18日にワーナー・ブラザース配給の元アメリカで公開された。日本ではヘラルドが配給し、1983年3月19日に公開。
フィリピンでは『The Champ: Second Chance』と、あたかも『チャンプ』の続編であるかのように改名された上で、1987年12月16日に公開された。